# 화판 대학
화판 대학(華梵大學)은 중화민국 신베이에 있는 4년제 불교 계파 사립 대학교이다.

## 연혁과 역사
1990년에 화판 공학원(華梵工學院, 2년제)으로 첫 개교되었고 1993년에 화판 인문과학기술전문학원(華梵人文科學技術專門學院, 2년제)으로 개편되었으며 1997년에 화판 대학교(華梵大學校, 4년제)로 전격 재개편되어 이후 현재에 이르고 있다.